# Stazione di Figline Valdarno
Stazione di Figline Valdarno vasútállomás Olaszországban, Figline Valdarno településen.

## Vasútvonalak
Az állomást az alábbi vasútvonalak érintik:
- Firenze–Róma-vasútvonal

## Kapcsolódó állomások
A vasútállomáshoz az alábbi állomások vannak a legközelebb:
- Stazione di Incisa
- Stazione di San Giovanni Valdarno